# 2,5-二苯基𫫇唑
2,5-二苯基𫫇唑是一种有机化合物，化学式为C15H11NO。它可以和乙酸铑(II)形成配位化合物[Rh2(O2CCH3)4(PPO)2]。它可以用作有机闪烁剂，不同的溶剂如对二甲苯、环己烷等对其荧光特性有所影响。